# Altınordu Futbol Kulübü

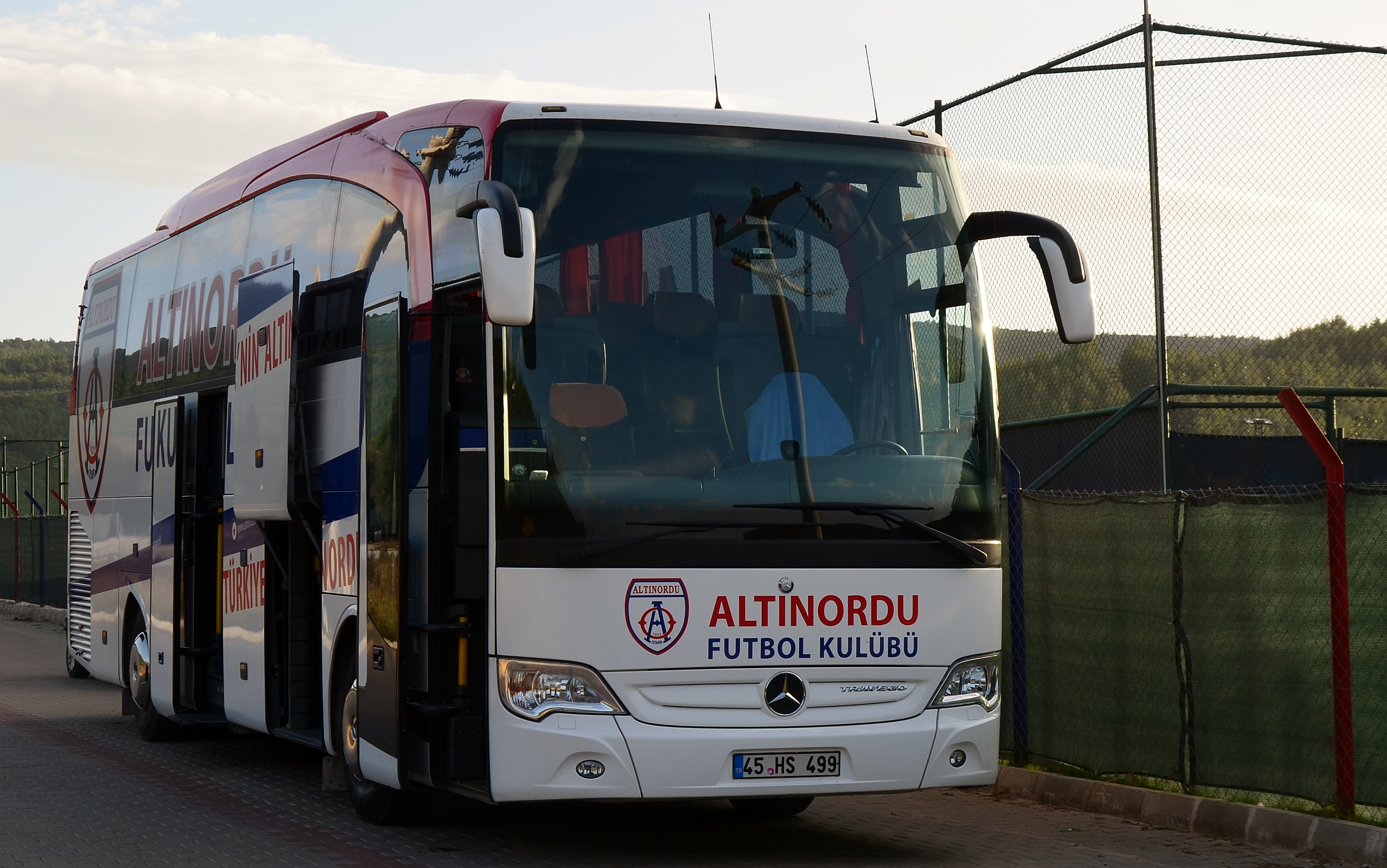
Altınordu FK abans d'un viatge

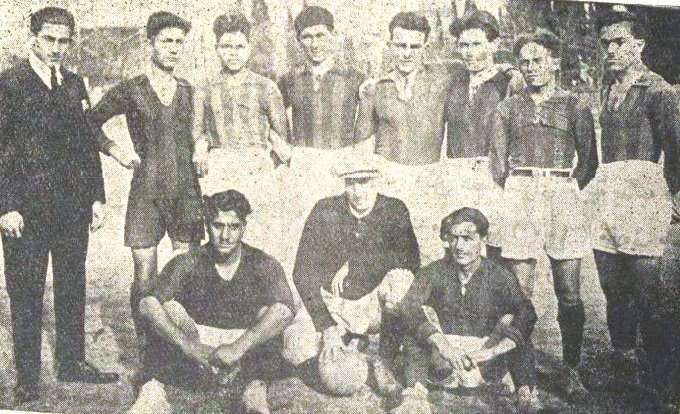
Altinordu, el 1925

Altınordu Futbol Kulübü (Club de futbol Altınordu en turc) o Altınordu FK és un club esportiu establert a Esmirna (Turquia) el 1923, el mateix any de la fundació de la República Turca. Entre el 1927 i 1945 ha estat sis vegades campió de la Lliga d'Esmirna de futbol. Actualment juga a la Segona Divisió turca. Altınordu també organitza, amb la col·laboració de l'Ajuntament Metropolitana d'Esmirna, el torneig internacional anual U12 İzmir Cup, des del 2015, on han participat clubs com a Manchester City, l'Athletic de Bilbao, la Roma i altres.
En el passat, Altnordu també va tenir equip de bàsquet, arribant a ser el primer campió de la Lliga turca de bàsquet la temporada de 1966-67.